# Letters Written in Sweden, Norway, and Denmark
Thư viết ở Thụy Điển, Na Uy, và Đan Mạch là một câu chuyện kể về chuyến đi du lịch đậm màu sắc cá nhân của nhà văn, nhà triết học và nhà bảo vệ quyền phụ nữ người Anh thế kỷ 18, Mary Wollstonecraft. Nó bao gồm một loạt các chủ đề, từ phản ánh xã hội học Scandinavia và nhân dân của nơi đó đến câu hỏi triết học về bản sắc. Được xuất bản bởi nhà xuất bản Joseph Johnson, đây là tác phẩm cuối cùng được phát hành trong suốt cuộc đời của cô. Wollstonecraft đã thực hiện các tour du lịch của ba nước để thu hồi một con tàu chở kho báu bị đánh cắp cho người yêu của mình, Gilbert Imlay, tin rằng các cuộc hành trình sẽ khôi phục lại mối quan hệ căng thẳng của họ, cô đã hăng hái khởi hành. Tuy nhiên, trong quá trình của các chuyến đi ba tháng, cô nhận ra rằng Imlay không có ý định đổi mới các mối quan hệ. Các chữ cái cấu thành trong văn bản, rút ra từ tạp chí của mình và từ missives cô gửi đến Imly, phản ánh sự tức giận của mình và u sầu hơn phản bội của ông lặp đi lặp lại. Sử dụng thuật hùng biện của các siêu phàm, Wollstonecraft khám phá những mối quan hệ giữa bản thân và xã hội trong văn bản. Thư viết ở Thụy Điển, Na Uy, và Đan Mạch là cả một câu chuyện đi du lịch và một cuốn hồi ký tự truyện, và là cuốn sách phổ biến nhất của Wollstonecraft trong thập niên 1790, nó cũng được bán và được xem xét tích cực của hầu hết các nhà phê bình.
Người chồng tương lai Wollstonecraft của, nhà triết học William Godwin, đã viết: "nếu từng có một quyển sách có thể khiến cho một người đàn ông yêu tác giả của nó, thì chính quyển sách này đã làm được điều đó". Nó gây ảnh hưởng cho các nhà thơ lãng mạn như William Wordsworth và Samuel Taylor Coleridge, những người đã bị thu hút vào các chủ đề và tính thẩm mỹ của nó. Trong khi cuốn sách đầu tiên lấy cảm hứng cho độc giả để đi du lịch đến Bắc Âu, nó không giữ lại phổ biến của nó sau khi công bố Hồi ức của Godwin của các tác giả của một báo phục của các quyền của phụ nữ vào năm 1798, trong đó tiết lộ không chính thống của Wollstonecraft cuộc sống riêng tư.